# Rzeczyca (województwo kujawsko-pomorskie)
Rzeczyca – wieś w Polsce położona w województwie kujawsko-pomorskim, w powiecie radziejowskim, w gminie Piotrków Kujawski.

## Podział administracyjny
W latach 1975–1998 miejscowość położona była w województwie włocławskim.

## Demografia
Według Narodowego Spisu Powszechnego (III 2011 r.) liczyła 135 mieszkańców. Jest siedemnastą co do wielkości miejscowością gminy Piotrków Kujawski.

## Urodzeni w Rzeczycy
- Izabela Moszczeńska-Rzepecka – polska publicystka, pisarka, feministka i działaczka społeczna, założycielka i prezeska Ligi Kobiet Polskich Pogotowia Wojennego[7][8].